# Нужин, Борис Александрович
Борис Александрович Нужин (род. 30 августа 1939, Свердловск) — советский хоккеист, защитник.
Воспитанник свердловского хоккея. Выступал за клубы «Спартак» Свердловск (1956/57 — 1963/64), «Динамо» Киев (1964/65 — 1968/69). В чемпионате СССР провёл 10 сезонов. Победитель хоккейного турнира зимней Универсиады 1966 года.